# شان هانسن
شان هانسن (انگلیسی: Jean Hansen; ۶ مارس ۱۹۳۲ – ۱۲ آوریل ۱۹۸۷) دوچرخه‌سوار اهل دانمارک بود.